# Warnet
Warnet ist die Bezeichnung für Internetcafés in Indonesien. Der Begriff setzt sich aus den Worten warung – ein indonesischer Ausdruck für kleine Kiosks oder Essensstände mit Sitzgelegenheit am Straßenrand, an denen man sich oft zum gemeinsamen Essen trifft – und Internet zusammen.
Eines der Hauptprobleme Indonesiens, das infrastrukturelle Gefälle, das zwischen Java und den anderen Inseln des Inselstaats herrscht, wird auch bei der Verbreitung der warnets deutlich. Nicht nur höhere Schulen, Telefonnetze und ausgebaute Straßen, sondern auch der Zugang zum Internet wird schlechter, je weiter man sich von der Hauptinsel Java entfernt. 2002 konzentrierten sich 35 % der warnets in Jakarta, wo nur knapp 5 % der indonesischen Bevölkerung wohnen, 25 % in Westjava, 15 % in Zentraljava und Yogyakarta, sowie 11 % in Ostjava. 6 % der Internetcafés befinden sind auf Sumatra, 3 % auf Bali und in West-Nusatenggara und je 2 % sind auf Sulawesi und Kalimantan. Das restliche Prozent verteilt sich auf die Provinzen Maluku und Irian Jaya.

## Geschichte
Über den Ursprung der indonesischen Internetcafés gibt es unterschiedliche Meinungen. David T. Hill und Krishna Sen behaupten, dass im September 1996 in Yogyakarta die ersten warnets entstanden und sich von dort aus zunächst in den Universitätsstädten auf Java verbreiteten. Merlyna Lim hingegen sagt, warnets haben sich von Bandung und Jakarta aus verbreitet. Nach Lim gründete Onno Purbo, ein Computerspezialist und Internetaktivist von der Computer Network Research Group (CNRG) des Institut Teknologi Bandung (ITB) die ersten warnets in Bandung und Jakarta. Die unterschiedlichen Auffassungen lassen sich damit begründen, dass Lim in Bandung studierte und forschte, während Hill und Sen ihre Forschungen vor allem in Yogyakarta durchführten. Bandung und Yogyakarta sind die wichtigsten Universitätsstädte Indonesiens. Die studentische Klientel und das „Internetpotential“ war bei beiden hoch.
Vor allem nach der Asienkrise bekamen die warnets verstärkt Zulauf, weil sich kaum jemand mehr privates Internet leisten konnte. Die Zahl der privaten Internetzugänge in Indonesien war auch vor der Asienkrise sehr beschränkt. Die meisten Internetnutzer benutzen neben Internetcafés Büro- oder Universitätszugänge.
Auch die indonesische Post eröffnete eine eigene Internetcafé-Sparte – die staatliche Wasantara-net. Das Ziel sollte sein, das Internet als paralleles Kommunikationsmedium zu Telefon und Fax im Rahmen des fünften nationalen Entwicklungsplans Repelita V indonesienweit zu verbreiten, wohl aber auch, um wieder Kontrolle über das Internet zu erlangen und den privaten, unabhängigen warnets Konkurrenz zu machen.

## Wirtschaft
Anfangs waren warnets ein typisches Beispiel für kleine und mittelständische Unternehmen, die von mittelständischen Unternehmern oder Uniabsolventen betrieben wurden. Sie konzentrierten sich zu Beginn auf die Nähe von Universitäten und waren auf die studentische Klientel ausgerichtet. Der Boom des Internets rief jedoch zunehmend Großunternehmen auf den Plan.
Im Jahr 2000 stürmte der multinationale IT-Konzern MIH (Myriad International Holding) den indonesischen Internetmarkt, kaufte lokale Internetportale und ISPs auf und baute große, technisch hochwertig ausgestattete Internetcafés, vor allem in Jakarta und den anderen Internethochburgen. Zwei Jahre später erklärte sich der Konzern mit seinen „M-Web“-Internetcafés zu Indonesiens größtem Internetanbieter, bevor er ein Jahr darauf seine Cafés wieder verkaufte und sich aus Indonesien zurückzog. Gegen die Eröffnung von großen „M-Web“-Filialen in Yogyakarta organisierte AWARI zusammen mit ihrem lokalen Ableger AWAYO (Asosiasi Warnet Yogyakarta) im Mai 2001 massive Proteste.
Auch indonesische Konglomerate interessieren sich zunehmend für den Aufbau von Internetcafés. Myohdotcom spezialisiert sich auf das Umfeld renommierter Universitäten und deren Versorgung mit Internetzugängen, während sich PT Semestra Citra Intan neben dem universitären Umfeld auch auf warnets in den boomenden Shopping-Malls der Großstädte konzentriert. Da diese Unternehmen aber weniger auf die flächendeckende Verbreitung des Internets als vielmehr auf das Einfahren von schnellen und hohen Gewinnen ausgerichtet sind, ist zu bezweifeln, dass die reale Lücke im Zugang zur virtuellen Welt zwischen Java, Bali und dem Rest Indonesiens durch die Beteiligung großer Wirtschaftskonzerne aufgehoben wird.
Um Kosten zu sparen und um von der indonesischen Telefongesellschaft Telkom Indonesia unabhängig zu werden, schließen sich immer mehr Internetcafés und Nachbarschaftsgruppen zusammen, um Wireless-Internetzugänge zu nutzen. Diese Verbindungen sind nicht nur schneller, so kann auch die kostenintensive Minutenabrechnung von Telkom und ihre regelmäßigen Preissteigerungen umgangen werden. Durch den kabellosen Empfang besteht die Möglichkeit, sich die Anschaffungs- und Unterhaltungskosten unter mehrere Parteien – warnets, Privathaushalte, lokale Organisationen – zu teilen.